# Premios de la Asociación de críticos de cine de Austin 2008
La Asociación de críticos de cine de Austin entregó sus premios a lo mejor en materia cinematográfica del año 2008 el día 16 de diciembre de ese mismo año.

## Premios
Mejor película
- The Dark Knight (Christopher Nolan)

Mejor dirección
- Christopher Nolan, The Dark Knight

Mejor actor
- Sean Penn, Milk

Mejor actriz
- Anne Hathaway, Rachel Getting Married

Mejor actor de reparto
- Heath Ledger, The Dark Knight (Premio póstumo)

Mejor actriz de reparto
- Taraji P. Henson, El curioso caso de Benjamin Button

Mejor guion original
- Charlie Kaufman, Synecdoche, New York

Mejor guion adaptado
- Christopher Nolan, Jonathan Nolan, The Dark Knight

Mejor película extranjera
- Låt den rätte komma in, Suecia

Mejor película de animación
- WALL·E

Mejor película documental
- Man on Wire

Mejor banda sonora
- Hans Zimmer, James Newton Howard, The Dark Knight

Mejor actuación revelación
- Danny McBride, Pineapple Express, Tropic Thunder

Mejor primera película
- Nacho Vigalondo, Los cronocrímenes

Austin Film Award
- David Modigliani, Crawford